# Orazio Giaccio
Orazio Giaccio (né à Aversa vers la fin du XVIe siècle et mort à Naples vers 1660) est un compositeur italien du XVIIe siècle.

## Biographie
De 1614 à 1632, Orazio Giaccio est chantre de la Casa dell'Anunziata, puis moine conventuel.
À la première période correspond une série du publications de caractère profane (canzonette in aria spagnola e italiana publiées à Naples entre 1613 et 1618) ; après son ordination en 1620, Giaccio se consacra exclusivement à la musique sacrée, avec des recueils d'hymnes, frottole, et chants sacrés publiés entre 1621 et 1645.
Du dernier de ces recueils est extraite une frottola (ou laude chorale) caractéristique de l'époque, reposant une fois de plus sur un schéma emprunté à la danse, une chaconne en forme de pastorale qui confirme l'usage précoce de ce terme dans la musique napolitaine.